# آفتن‌پوستن
آفتن‌پوستن (به نروژی: Aftenposten) بزرگترین روزنامه چاپ نروژ از نظر تیراژ است. دفتر مرکزی روزنامه محافظه‌کار آفتن‌پوستن در شهر اسلو قرار دارد. در سال ۲۰۱۵ تعداد ۲۱۱٬۷۶۹ نسخه (۱۷۲٬۰۲۹ نسخه چاپی بر اساس آمار دانشگاه برگن) فروخته شد و ۱٫۲ میلیون خواننده تخمین زده شد. در مارس ۲۰۰۵ از صفحه گسترده به قالب فشرده تبدیل شد.
نسخه آنلاین آفتن‌پوستن در Aftenposten.no در دسترس است.